# Coniocompsa vesiculigera
Coniocompsa vesiculigera är en insektsart som beskrevs av Günther Enderlein 1905. Coniocompsa vesiculigera ingår i släktet Coniocompsa och familjen vaxsländor. Inga underarter finns listade i Catalogue of Life.